# ビックバイパー
ビックバイパー（VIC VIPER）は、コナミ（→コナミデジタルエンタテインメント）のシューティングゲーム「グラディウスシリーズ」に登場する架空の宇宙戦闘機。

## 概要
「グラディウスシリーズ」に登場するキャラクターのひとつで主役機にあたる。
グラディウス暦6653年に開発された、グラディウス宇宙空軍に属する超時空戦闘機で、軍の主力戦闘機として惑星グラディウスを侵略する亜時空星団バクテリアンとの戦いなどにおいて使用される。イメージカラーは青（作品によっては色が変わる場合もある）。機体の先端が左右に分かれたデザインが特徴。本機を参考とした機体も数多く作られている。
武装は、初期装備は貧弱で、いわゆる雑魚敵にすら圧倒されてしまうこともあるが、パワーアップカプセルを集めたりアイテムを取得することで多種多様なパワーアップを行うことが可能で、最強時には画面内の敵を一掃できる攻撃力を持つほどになる。特に本機特有の兵器「オプション」があり、これは自機に随伴し同一の攻撃を行う支援兵器で、複数個保有できるため（シリーズによって数は異なる）、実質的に自機の攻撃力を倍増できる。また、作品によっては本機の武装を事前に選択することも可能で、非常に万能な戦闘機となっている。本機が登場する作品によってはその性能や外観が微妙に異なる場合があるが、これは本機が同一の機体ではなく、異なるモデルのビックバイパーだからである。
なお、デザインの元ネタはSF映画『レンズマン』に登場する宇宙船ブリタニア号。名称の由来は戦闘機とオプションが編隊を組むことからV字編隊 (Vic formation) を意味する「Vic」と、オプションの動きが蛇のように見えることから毒蛇を意味する「Viper」とを組み合わせた造語である。

## 諸元
- ファミリーコンピュータ版『グラディウス』でのスペック
全長：49.5ft（15.0876m）
全高：20.0ft（6.096m）
全幅：51.0ft（15.5448m）
重量：38t
乗員：1名
動力：インパルス・パワー推進型エンジン×1
材質：合金
固定武装：ビーム
可変武装：レーザー※、ミサイル、オプション×2
※設定上ではこのレーザーの実体は荷電粒子ビームで、レーザーは目視用のトレーサー（曳跡物）として使われているということになっている。

- 『グラディウス外伝』でのスペック
全長：21.64m
全高：5.93m
全幅：14.70m　
乗員：1名　
最高速度：5.62c（1c=光速）
動力：M-88対消滅エンジン×1
固定武装：インパルスレールガン×1
可変武装：プラズマレーザー、マルチプルインパルスガン、スマートミサイル、同期制御多目的戦闘エネルギーポッド、多種防御フィールドジェネレーター

- PCエンジン版『グラディウスII』でのスペック　
全長：19.8m
全高：7.1m
全幅：15.2m
重量：14.6t
動力：軍事機密
最高速度：軍事機密

## ビックバイパー開発史
PlayStation 2版『グラディウスV』には、初回生産版特典として「ビックバイパー開発史」が添付された。

## ビックバイパー関連機
ここではビックバイパーに関連する超時空戦闘機を紹介する。なお、機体名後ろの括弧内は登場作品名を表す。

### シリーズ登場機体
グラディウスシリーズのゲーム中に実際に登場した機種は以下のとおり（パロディウス系のみに登場したものは除く）。
ロードブリティッシュ
『沙羅曼蛇』『極上パロディウス』などに登場。詳細はロードブリティッシュを参照。
メタリオン
『グラディウス2』『ネメシス'90改』『グラディウス リバース』に登場。ミサイル兵装メーカーでビックバイパーの下請け生産を行っていた「シムズ・ストライク・デリバリー社」が開発したビックバイパーの後継機。サイレントナイトメア事件（第一次メタリオン星系防衛戦）で出撃し、ヴェノムの侵略を阻止した。ビックバイパーをスケールダウンしたようなレイアウトが特徴。
『ワイワイワールド2』のグラディウスステージでは、2P側機体として登場する。
サーベルタイガー
『MSX版沙羅曼蛇』に登場。惑星ラティス及び周辺の惑星を救うため、グラディウス宇宙軍が発動した「シードリーク作戦」（MSX版沙羅曼蛇の舞台）に投入された超時空戦闘機。あらゆる物質からリークパワーを得ることができる。戦術コンピューター「アレックス」を搭載し、古代ラティス人の残した「炎の予言」を解読できる。同時期に登場したスラッシャーとの共同戦闘を重視しており、同機と合体しての攻撃も出来る。
スラッシャー
『MSX版沙羅曼蛇』に登場。サーベルタイガー同様、「シードリーク作戦」に投入された超時空戦闘機。サーベルタイガーと同じ能力を持つため兄弟機だと思われる。
ヴィクセン
『ゴーファーの野望 エピソードII』に登場。タイムワープなどの亜空間航法を備えた亜空間戦闘機で、ビックバイパーとメタリオンをベースに作られた。「ガウディ」と呼ばれるAIを搭載している。搭載兵器の異なる4タイプが存在する。
スーパーコブラ
『沙羅曼蛇2』に登場。主力戦闘機「コブラ」の生産途中の機体を流用し、ビックバイパーの持つユニットの一部を武装ユニットと組み合わせたものを搭載、完成した機体。そのためビックバイパーと同様の武装バリエーションを持つとされる。パッケージ等のイラストではビックバイパーとほぼ同一のデザインとして描かれているが、ゲーム中ではロードブリティッシュにより近いデザインとなっている。
ジェイドナイト
『グラディウス外伝』に登場。詳細はグラディウス外伝#ジェイドナイトを参照。
ファルシオンβ
『グラディウス外伝』に登場。詳細はグラディウス外伝#ファルシオンβを参照。
アルピニア
『ソーラーアサルト』に登場。ビックバイパーとロードブリティッシュのテクノロジーを融合、さらにサイコム物理学による技術を搭載し完成した機体。当該技術によるサイコムレーザーは敵機の撃滅を円滑に行うことが可能。機体の形状はビックバイパーに似るが、垂直尾翼を2枚持つ。機体色は全体的に黒っぽく、オレンジ色のラインが入る。
フォースバイパー
『グラディウスNEO』に登場。ラーズ帝国がロストテクノロジーによって開発した機体。外見はビックバイパーに良く似ており、装備もさほど変わりないが、T-301とはまた一味違うオプションのフォーメーションを多数持ち合わせている。なお、このオプションフォーメーションの真価を発揮するのはオプションをフル装備かつレーザーを装備した際のスペシャルアタックであり、フォーメーションを状況に応じて切り替えることにより多彩な攻撃が可能となる。このためかNEOでは順調に進めていった場合にダブルが活用されにくく、レーザーが主体となりやすい。また、オプションが最初から二個装備された状態でスタートする(これはフォーメーションの使い方に慣れさせるための仕様である)。
グレイレイヤー
『沙羅曼蛇III』に登場。

### シリーズ以外の作品
パロディウス系のみに登場した機体や冊子などに登場した機体は以下のとおり。詳細はリンク内を参照。
- ビックサイバー（コズミックウォーズ）
- ブラックバイパー（セクシーパロディウス、オトメディウスX）
- ビクトリーバイパー（遊☆戯☆王オフィシャルカードゲーム）

### ビックバイパー開発史の登場機体
以下は、グラディウスVの初回特典で付属していた「ビックバイパー開発史」に登場する機体である。
- ツィンディ・Mk2・TX試作機
- マイン・ドラクーンMk1・TX試作機
- マッド・ストライカーD・Mk3試作機
- ダークバイパーE・Mk1試作機
- リベレーター小型戦闘機
- ランサー迎撃機
- クラブ2迎撃機
- ファイアーロード1
- スーパー・バイパー03
- フレア2
- ダモス4
- ビクトリーバイパーXX03

## グラディウスシリーズ以外の登場作品
ビックバイパーは往年のコナミゲームを代表する認知度の高いキャラクターであるため、しばしば他のコナミゲームやコナミが製作に関与しているアニメなどに登場している。

### ゲーム
- コナミワイワイワールド - シューティング面で登場。但し誤植で｢ビッグバイパー｣になっている。『ワイワイワールド2 SOS!!パセリ城』では2P側機体としてグラディウス2の「メタリオン」も登場。地上に接近させると脚が出て歩く。
- グーニーズ - ボーナスアイテムとして登場。
- キューブリック - 宇宙ステージの背景に登場。なお、本作は『グラディウス』と同じフォントが使用されているうえに使用基板も『グラディウスII -GOFERの野望-』と同じツイン16システムである。
- ときめきメモリアル - PCエンジン版ミニゲーム『フォースギア』に登場する可変戦闘機。

ちなみに機体名は『α-GLAY』であり、ビックバイパー開発史に機体名や歴史として記されてはいないが、一応ビックバイパー系列の機体である。
また、ゲーム自体も惑星グラディウス対バクテリアンの戦いがテーマの番外編的存在である。
- ときめきメモリアル3 ～約束のあの場所で～ - 主人公の部屋で組み立てて（組み立ては趣味コマンドで行う）飾る事が出来るプラモデルとして登場。
- ときめきメモリアル4 - ヒロインの一人・七河瑠依の戦闘中の奥義で瑠依に裏技で召喚されて登場。レーザーで敵を一掃して去っていく。
- ANUBIS ZONE OF THE ENDERS - 同名のロボット（LEV）が登場。通常は人型ロボットであるが、変形して飛行形態にもなる。これはオリジナルの「ビックバイパー」と同じような形状でオプションやレーザーの攻撃も可能。

ただ共通点としては、前述の『フォースギア』におけるα-GLAYの様に戦闘機形態と人型形態に変形できる点では、かなり似通っている。
エクストラミッションの「ZORADIUS」では、戦闘機形態で3D視点タイプのグラディウスを再現したシステムで行われる。このモードでは装備にタブルがなく、リップルレーザーが用意されレーザーとリップルが同時に装備可能。
- beatmania IIDXシリーズ - 「GRADIUSIC CYBER」「Burning Heat!」「GRADIUS -FULL SPEED-」など『グラディウス』シリーズを元にした曲がいくつか収録され、これらの楽曲のムービーではビックバイパーも活躍する。「GRADIUSIC CYBER」の場合は、グラディウスデラックスパックのOPムービーと同一。
- pop'n musicシリーズ - 「GRADIUS -FULL SPEED-」は『ポップンミュージック11』にも『IIDX 10th』とほぼ同時期に収録され、こちらには曲担当キャラ及びプレイヤーが選択可能なキャラとしてビックバイパーも登場している。更に2Pカラーを選択するとロードブリティッシュとなるが、当初は「LOAD BRITISH」と間違って表記されていた（正しくは「LORD」）。現行作品や家庭用では修正されている。さらに『ポップンミュージック14 FEVER!』では、元は『GUITARFREAKS & drummania』シリーズにee'MALL専用楽曲として配信されていた『グラディウスII -GOFERの野望-』の空中戦ステージのアレンジ楽曲「A SHOOTING STAR」が移植され、この曲も同じくビックバイパーが担当している。
- スピードキング（PS版）では、ある条件を満たすとビックバイパーをプレイヤー機体として使用できる。性能は最高速が全機体の中でもTOPを誇るが、それ故に壁に衝突するとすぐにスピンしてしまうために上級者用向けである。
- エアフォースデルタシリーズ - 隠し機体として登場。A-JAXやツインビーなど他のコナミSTGのキャラも隠し機体で登場する。ただし、同作の2に登場するのは、ビックバイパーをモチーフとしたオリジナル機体であるXF-0002 Phosphorusである。
- コナミワイワイレーシング アドバンス - 隠しキャラとして登場。あるステージでアイテムを取ることにより使用可能になる。
- 遊☆戯☆王オフィシャルカードゲーム - ビックバイパーなど、グラディウスシリーズのキャラをモチーフとしたカードが何種類か存在する。
- セクシーパロディウス - プレイヤーキャラである「オプション」の装備として、ビックバイパーがオプションになっている。
- オトメディウス - ライディングバイパーという「戦闘騎」として登場し、超時空戦闘機としてのビックバイパーはロストテクノロジーという設定になっており、世界観も本編のグラディウスシリーズから遥か未来となっている。
- 魂斗羅Dual Spirits - チャレンジモードで使用できる特殊ホーミングミサイル（ゲームでは試作武器と表記）の弾頭として登場。
- コナミワイワイ倉庫番 - グラディウスステージのプレイヤーキャラとして登場。
- ヒラメキパズル マックスウェルの不思議なノート、スーパースクリブルノーツ - 日本語版限定で、「ビックバイパー」または「グラディウス」と書くと出現。乗り込んで操作したり、ミサイルで攻撃することができる。
- FRONTIER GATE - ダウンロードコンテンツで、「超時空剣ビックバイパー」が使用できる。ビックバイパー型の両手剣で、先端からレーザーを発射して攻撃できる。なお、戦盾の「戦艦盾ビッグコア」もある。
- ペン1グランプリ ペンギンの問題スペシャル - ステージマップの一つ「ひこうきＲ」として登場。

### アニメ
- 沙羅曼蛇 (OVA) - 惑星グラディウスの主力戦闘機として量産化がされており、ダーン・ステファニィ・エディの3名がそれぞれ搭乗している。パワーアップカプセルを敵に投下して攻撃をすることができる。
- Get Ride! アムドライバー - 「ジェナス」の装備する「ボードバイザー ワイバーン」の形状・メインカラーがビックバイパーに酷似している（あくまでも似ているだけでビックバイパーとの関係は明示されていないが、参考として記載した。デザイン原案の宮崎真一は「めっさわざとです。」とのこと）。
- スカイガールズ - 統合人類軍の最新鋭戦闘機として登場。高い再生能力を持つ敵に対抗するため、機動性よりも火力が重視されているという設定である。主兵装としてレーザーバルカン・ハイパーショット（いわゆる溜め撃ち）が可能なプラズマレーザー・空対空ミサイル・小型誘導迎撃ポッド「オプション」を搭載している点は出典元と同様で、更に垂直離着陸も可能。ただし、作中での活躍が大気圏中に限られているため、宇宙空間でも運用が可能かどうかは不明である。リファインデザインは明貴美加による（コナミ側からは『グラディウスII』の資料が渡されたため、それに準拠している）。劇中使用の3DCG製作をアトリエ彩が担当していたこともあり、本来は模型メーカーである同ブランドから1/60スケールプラモデルが発売。後に元のデザインとなっている1/100スケール版（I,II,III,IV,V版）のプラモデル発売の契機となった。

### その他の作品
- 武装神姫 - 明貴美加がデザインしたビックバイパー型MMS2種「ヴェルヴィエッタ」「リルビエート」が2011年12月17日に発売。ビックバイパーはMMS本体の装着形態のほか、単体による人型ロボット形態へ変形可能。

## その他
- 「ビックバイパー」の呼称および表記は「ビッグバイパー（VIG VIPER、BIG VIPER）」などとよく間違えられることで知られており、時には開発元のコナミですら間違えることもある。また、グラディウスシリーズのボス「ビッグコア」も「ビックコア」と間違えられることがある。
  - MSX版『パロディウス 〜タコは地球を救う〜』のものは意図的に「ビッグバイパー」が正式名称となっている。
- アーケード版沙羅曼蛇シリーズに登場するビックバイパーはその外観が異なっており、通常のアーケード版グラディウスシリーズにおいてはエンジンは中央後方に一基のみ（単発）であるが、沙羅曼蛇では後方左右（中央寄り）に一基ずつ計二基（双発）存在する。グラディウスシリーズでもFC版『グラディウスII』では双発機になっているが、エンディングシーンでは単発機になっている。また、初代グラディウスに登場するビックバイパーは単発機だが、同ソフトのイラスト（ビックバイパーが要塞ゼロスに突入する絵）では双発機になっている。
- パロディウスシリーズに登場するビックバイパーはパロディ化されており、全体的に丸みをおび、縮こまったデザインとなっている。また、年齢は58歳、職業はたい焼き屋といった設定も加えられている。
- 主にMSX版のビックバイパーは、惑星グラディウスの少数民族「リーク人」が発する超能力である「リークパワー」を動力とする「リークパワーエンジン」を搭載している。
- 『グラディウス』稼動当初はポスター等に「超次空ファイターグラディウス」と明記してあるように、「グラディウス」が戦闘機の名前であった。後にストーリーの追記等により「グラディウス」は惑星名とされ、戦闘機名には「ビックバイパー」が採用された。また、後の作品（続編）にて「超次空」が「超時空」に改められている。
- オンラインゲーム『武装神姫バトルロンド』では、ビックバイパー自体は登場しないものの、サブウェポンとして「オプション」が登場し、これを装備すると、追加攻撃スキル「レーザー・オブ・ネメシス」が使用可能となる。また、同種のサブウェポンとして、イオンリングを吐く「ぷちモアイ」も登場する。
- Twitterのコナミ公式アカウントではプロフィール画像にビックバイパーが使われている[3]。2013年には、Twitterアカウント3周年記念としてブロック玩具でビックバイパーが制作され、Twitterユーザにプレゼントされた[4]。
- Stickam Japan!のコナミ公式アカウントではプロフィール画像にビックバイパーが使われている[5]。